# Чопей Іван Георгійович
Чопей Іван Георгійович (7 червня 1923, Ромочевиця, Мукачівський район — 2008) — український поет та педагог.

## Біографія
Народився у селянській родині села Ромочевиця.
Закінчивши 1937 року початкову школу, вступив до Мукачівської реальної гімназії. Вищу освіту здобув в Ужгородському державному університеті на філологічному факультеті та в аспірантурі.
Працювати почав учителем семирічної школи в селі Залужжя, потім — директором Пістрялівської семирічки, по тому — директором Залужанської середньої школи.
1955 року Івана Чопея було переведено на партійну роботу в Мукачівський райком комуністичної партії. Спочатку на посаду завідувача відділу пропаганди й агітації, згодом — другим секретарем райкому партії, де працював до 1961 року. З січня 1961 року Іван Чопей — знову на педагогічній роботі. Спочатку директором Мукачівської Загальноосвітньої школи № 3, а потім протягом 20 років — директором середньої школи-інтернату, звідки й пішов на пенсію.
Помер 2008 року.

## Творчість
Перший вірш «Мой день» надрукував у газеті «Карпаторусский голос» у листопаді 1942 року російською мовою. Щоб не потрапити в угорську фашистську армію або в концтабір, переховувався в лісі до приходу Радянської Армії в Закарпаття.
Після визволення друкував вірші в місцевій пресі, альманахах «Радянське Закарпаття», «Сонячний годинник», у журналах «Поезія — 87», «Жовтень», «Заспів», «Піонерія», «Барвінок», «Початкова школа», «Дукля», в колективних збірниках «Перша зустріч», «Стежинами стають дороги», «Віщий вогонь».
Перша збірка поезій Івана Чопея «Молоді ластівки» вийшла в 1972 році. А потім аж через 20 літ заявилися інші: в 1992 році — «Пахне літо чебрецями», в 1994 році — «Осінні акварелі», в 1996 року — «У лісовому царстві» та інші. У Івана Чопея вийшло з друку 13 книжок.
Як і в молоді роки, так і на схилі літ Іван Чопей написав багато віршів на релігійну тематику, які друкувалися в «Новинах Закарпаття», «Панорамі», «Благовіснику». Окремою книжкою вийшли вірші цієї тематики під назвою «Прозріння», на деякі з них композитор І. Ладика написав музику. На слова Івана Чопея також написав музику Ф. Турянин та опублікував у збірнику «Світку мій прекрасний».
У ролі прозаїка Іван Чопей виступив уперше з окремою книжкою «Березневе сонце». Це твори, що друкувалися в періодичній пресі, написані автором-свідком про те, що бачив і пережив особисто.

## Відзнаки
За багаторічну та бездоганну громадську роботу він нагороджений багатьма грамотами і медалями.
Відмінник народної освіти. Почесний громадянин Мукачева.